# アタカマの巨人

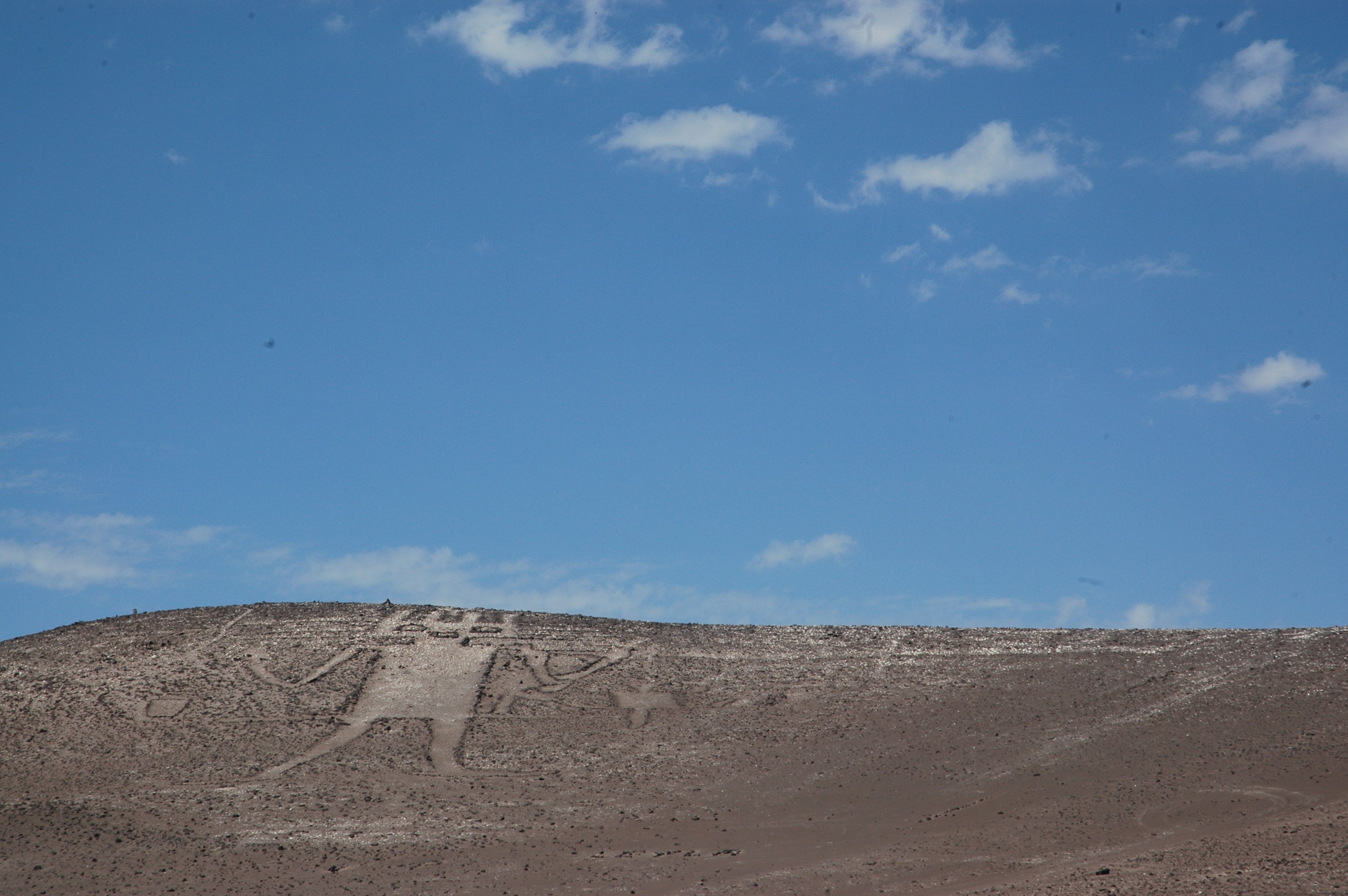
アタカマの巨人

アタカマの巨人（ドローイング）

アタカマの巨人（アタカマのきょじん、西: Gigante de Atacama）は、チリのアタカマ砂漠に存在する地上絵。無数にある地上絵の中で一番大きく、全長は85メートルにおよぶ。
宇宙人を思わせるようなヒト形をしており、インカ帝国の影響の及ぶ前の西暦1100年から1400年の間に作成されたとされ、南緯19度56分57.18秒 西経69度38分0.87秒 / 南緯19.9492167度 西経69.6335750度の位置に存在する。付近はピンタドス（Pintados）と呼ばれている。